# 小嶋星良
小嶋 星良（こじま せいら、2000年2月5日 - ）は、埼玉県出身の元女子サッカー選手。ポジションはフォワード。

## 来歴

### クラブ
2018年に浦和レッズ・レディースのユースからトップチームに昇格、そのままオルカ鴨川FCへ期限付き移籍した。
オルカ鴨川では2シーズンでリーグ戦23試合に出場、2020年に浦和レッズに復帰した。
しかし、浦和ではリーグカップ1試合の出場にとどまり、2020年の終わりに引退した。

### 代表
2016年9月に、U-17女子ワールドカップに臨むU-17日本代表に選出された。大会では途中出場で3試合に出場し、日本は準優勝だった。

## 代表歴
- U-17日本代表
  - 2016 FIFA U-17女子ワールドカップ; 準優勝（3試合出場）